# HitQuarters
HitQuarters era un sito web dedicato alla musica fondato nel 1999.

## Descrizione
Il sito offriva interviste approfondite con figure dell'industria discografica, così come elenchi di contatti A&R e manager, pagine promozionali gratuite per artisti e vendita di canzoni, recensioni di demo. Era il sito gemello di SongQuarters, dedicato alla scrittura di canzoni. Il sito è stato sporadicamente attivo da maggio 2017 fino al 20 settembre 2020 e non sono stati pubblicati post sui suoi account Twitter e Facebook rispettivamente da marzo e maggio 2015.
Il sito web si concentrava fortemente sull'offerta di artisti, cantautori e produttori indipendenti con strumenti per aiutare a sviluppare le loro carriere musicali, attirando le attenzioni dell'etichetta discografica (sezione A&R) e del management, presentando canzoni, pubblicando e commercializzando musica in modo indipendente, o semplicemente dare informazioni sul funzionamento dell'industria musicale.
A tal fine, il sito Web presentava un ampio database di contatti noto come HitTracker, in cui gli utenti potevano trovare informazioni di contatto per A&R, editori, manager, produttori e cantautori in base ai loro record, un servizio di bollettini di notizie, pagine promozionali gratuite per artisti, funzione di revisione demo giudicata da A & Rs, produttori e manager, e un archivio di diverse centinaia di interviste a figure del settore che erano orientate a offrire consigli costruttivi sulla carriera e know-how del settore.